# Hîncești (arrondissement)
Hîncești is een arrondissement van Moldavië. De zetel van het arrondissement is Hîncești. Het arrondissement heeft een bevolking van 121.600 (01-01-2012).
De 39 gemeenten, incl. deelgemeenten (localitățile) van Hîncești:
- Bălceana
- Bobeica, incl. Dahnovici en Drăgușeni
- Boghiceni
- Bozieni, incl. Dubovca
- Bujor
- Buțeni
- Călmățui
- Caracui
- Cărpineni, incl. Horjești
- Cățeleni
- Cioara
- Ciuciuleni
- Cotul Morii, incl. Sărăteni
- Crasnoarmeiscoe, incl. Tălăiești
- Dancu
- Drăgușenii Noi, incl. Horodca
- Fîrlădeni
- Fundul Galbenei
- Hîncești, met de titel orașul (stad)
- Ivanovca, incl. Costești en Frasin
- Lăpușna, incl. Anini en Rusca
- Leușeni, incl. Feteasca
- Logănești
- Mereșeni, incl. Sărata-Mereșeni
- Mingir, incl. Semionovca
- Mirești, incl. Chetroșeni
- Negrea
- Nemțeni
- Obileni
- Onești, incl. Strîmbeni
- Pașcani, incl. Pereni
- Pervomaiscoe
- Pogănești, incl. Marchet
- Sărata-Galbenă, incl. Brătianovca, Cărpineanca, Coroliovca en Valea Florii
- Secăreni, incl. Cornești en Secărenii Noi
- Șipoteni
- Sofia
- Stolniceni
- Voinescu;